# ذى ناصر (الشعر)

تعديل مصدري - تعديل

ذى ناصر هي إحدى قرى عزلة بيت الصائدي بمديرية الشعر التابعة لمحافظة إب، بلغ تعداد سكانها 390 نسمة حسب تعداد اليمن لعام 2004.